# 高产咖啡
高产咖啡 學名 : Coffea liberica ，原本是被視為獨立的物種或置於大果咖啡(C. liberica)底下的變種(C. dewevrei or C. l. var. dewevrei)，目前是將其視為C. liberica的異名 ; 原先是1904年才发表的，生产出来的咖啡稱為Excelsa咖啡，单株产量高，是一個抗旱种，目前种植尚不广泛。